# Spilogona shanxiensis
Spilogona shanxiensis este o specie de muște din genul Spilogona, familia Muscidae, descrisă de Wang și Xue în anul 1997. Conform Catalogue of Life specia Spilogona shanxiensis nu are subspecii cunoscute.